# Olteni (Constanța)
Olteni (antiguamente Demircea) es una localidad rumana de la comuna de Independența, en el condado de Constanța.

## Toponimia
El antiguo nombre del lugar puede encontrarse escrito con grafías como Demircea y Demirca. Pasó a llamarse Olteni.

## Historia
Hacia finales del siglo XIX, la localidad, que ya por entonces pertenecía al condado de Constanța, formaba parte de la antigua comuna de Hairam-Chioi y tenía contabilizada una población de 86 habitantes.
En la segunda mitad del siglo XX la localidad había pasado a formar parte de la comuna de Independența. En el censo de 2021 la comuna tenía una población de 341 habitantes.